# Cerkiew św. Michała Archanioła w Rydze
Cerkiew św. Michała Archanioła – prawosławna cerkiew parafialna w Rydze, w dekanacie ryskim eparchii ryskiej Łotewskiego Kościoła Prawosławnego.

## Historia
Inicjatorem budowy cerkwi był arcybiskup ryski i mitawski Arseniusz (Briancew), który w czasie swojej działalności duszpasterskiej na ziemiach łotewskich doprowadził do budowy 70 nowych cerkwi, z czego 10 w samej Rydze. Świątynia pod wezwaniem Archanioła Michała była przeznaczona dla działającej od początku XIX wieku parafii przeznaczonej dla staroobrzędowców, którzy przeszli do Rosyjskiego Kościoła Prawosławnego z zachowaniem tradycyjnych zwyczajów liturgicznych (jednowiercy). W 1892 arcybiskup Arseniusz rozpoczął zbiórkę pieniędzy na budowę nowej cerkwi. 17 grudnia 1895 miało miejsce poświęcenie gotowej świątyni. 

## Architektura
Cerkiew została wzniesiona w tradycyjnym stylu ruskim. Ponad wejściem do budynku znajduje się dzwonnica zwieńczona krzyżem na niewielkiej cebulastej kopułce. Okna i drzwi cerkwi są ozdobnie obramowane półkolumnami; ponad wejściem z portalem znajduje się ikona. Ponad kwadratową nawą znajduje się pięć cebulastych kopuł malowanych na błękitno, ze złoconymi krzyżami. Cztery z nich zostały zlokalizowane w narożnikach nawy, piąta – największa – w części centralnej. Na bocznych ścianach cerkwi znajdują się po trzy ozdobnie obramowane okna.